# تدريب اللسان
تدريب اللسان هو تقنية تُستخدم لتشجيع حركة اللسان الصحيحة. يُستخدم تدريب اللسان لعلاج الأفراد الذين يعانون من التصاق اللسان (حالة طبية تُعرف باسم "اللسان المربوط") واختلالات اللسان الأخرى. هو مهم للأفراد الذين يعانون من اضطرابات عضلية في الوجه والفم. كما يُستخدم تدريب اللسان لتعليم اللكنة والنطق الصحيح لأي لغة. البرازيل هي الدولة الوحيدة التي سنت قانونًا يُلزم بإجراء تقييم وفحص للسان لكل مولود جديد كجزء من اختبار الفحص ("اختبار اللسان" بموجب القانون 13.002/2014).

## خلل اللسان
تُعدّ حركة اللسان المناسبة الصحيحة وقوته أمرًا حيويًا لتناول الطعام والبلع والتنفس. تلعب حركة اللسان دورًا أساسيًا في نمو وتطور هياكل الفم والوجه، حيث قد تُسبب نقص حركة اللسان العديد من اختلالات الجسم والمشاكل الصحية. لا يتم تشخيص العديد من مشاكل اللسان في مرحلة حديثي الولادة، مما قد يؤدي إلى عواقب وخيمة في وقت لاحق من الحياة، مثل:
- صعوبات الرضاعة الطبيعية
- تشوهات الحنك
- المغص
- مرض الارتجاع المعدي المريئي
- تغير أنماط التنفس
- اضطرابات النوم التي تؤدي إلى سوء جودة النوم
- انقطاع النفس النومي
- صعوبات البلع
- التهاب الأذن
- مشاكل النطق
- مشاكل في الوضعية
- آلام الرقبة
- مشاكل الأسنان
- اضطرابات مفصل الفك

## البروتوكولات
تاريخيًا، في العديد من الثقافات، أجرى الأطباء عمليات تحرير أو إطلاق اللسان للأطفال الرضع مع فوائد كبيرة. توجد العديد من البروتوكولات المختلفة لتشخيص وعلاج مشاكل واختلالات اللسان.
يعتمد البروتوكول على مهنة مقدم الرعاية وعمر المريض. تُظهر الدراسات أن تمارين اللسان السلبية والإيجابية مطلوبة لتحسين حركة اللسان. يُعد تدريب اللسان بمثابة تشجيع أو إعادة تأهيل عصبي عضلي، مما يساعد على تقوية عضلات اللسان. وهذا أمر بالغ الأهمية للحصول على تشخيص إيجابي بعد عملية إطلاق أو تحرير اللسان. أصبح من المعتاد الآن أنه عند تشخيص اللسان غير الفعال، حتى عند الرضع، يوصي مقدم الرعاية بإجراء تمارين اللسان، قبل إحالة الطفل إلى إطلاق اللسان، وكذلك بعد العملية. هذا يُهيئ الطفل ووالديه/مقدمي الرعاية، ويبدأ في "تحفيز وتدريب العضلات لتحسين القوة العامة للسان وشده بشكل عام". بالإضافة إلى بروتوكول تدريب اللسان القياسي للسان غير الفعال المُشخص باستخدام الأساليب والأدوات التي تُمكّن من تدريب اللسان بشكل مريح وممتع وعملي، يوصي مقدمو الرعاية الرئيسيون بأن يتلقى كل مولود جديد تدريبًا على اللسان لمدة أسبوعين مصحوبًا بإرشادات مهنية.